# 土地活用モデル大賞
土地活用モデル大賞（とちかつようモデルたいしょう）とは、財団法人都市みらい推進機構が主催し、国土交通省が後援する、表彰プロジェクト。優れた土地活用を全国的に紹介してその普及を図ることを目的としたもので、2004年度から毎年実施されている。所管は国土交通省土地・水資源局。

## これまでの選定結果

### 2004年度
国土交通大臣賞
- 該当なし

土地活用モデル優秀賞（都市みらい推進機構理事長賞 3点）
- 恒久的な土地共同利活用の媒体「浅山土地管理会社」方式（愛知県東海市）
  - 元農地であった工業専用地域において、地権者280名が集結して広範囲の土地を確保し物流会社を誘致した。
- 神保町1丁目南部地区第1種市街地再開発事業ジェイシティ東京（東京都千代田区）
  - 借地権者と地主で組織を作り、権利・区画調整を行い、大規模な店舗や住宅を整える再開発をおこなった。
- みんなでつくる黒石のみらい（青森県黒石市）
  - 高層マンション建設計画に危機感を持つ者達が、個人資金で通りに面した土地を購入するなどして観光都市としての基盤を作った。タウンマネージメント機関の成功例と言われる。

土地活用特別賞（審査委員長賞 4点）
- 神田東松下町コーポラティブハウス COMS HOUSE（東京都千代田区）
  - 老朽化した家屋の地権者とNPOが協力して、入居者を募り共同でオフィスと住宅の複合建築物に立て替えた。
- D-PROJECT　サミー戎プラザ（大阪府大阪市）
  - 商業激戦地で差別化を図るために、地元らしさを前面に出したテーマを持つ商店街をつくりあげた。日本で初めて開発のための特定目的会社が作られた。
- なぎさライフサイト（長野県松本市）
  - 第三者への転貸借が行われている借地において、システムを定期借地に一本化し、転貸借の際は複数に分割して貸与するという広範囲の土地利用を集約化した。
- 沼津市多目的展示イベント施設「キラメッセぬまづ」（静岡県沼津市）
  - 原価を抑えた建設で使用料金は低く、使い勝手やきめ細かいサービスというソフト面も行き届いた「日本一親切な施設」をモットーとする稼働率8割以上のイベント施設を作り上げた。

### 2005年度
国土交通大臣賞
- 鎌ヶ谷駅東口駅前プロジェクト（千葉県鎌ケ谷市）
  - NPO法人主導による駅前地域のテーマ提唱、区画整理、およびイベント・清掃などの管理維持も行う。

土地活用モデル優秀賞（都市みらい推進機構理事長賞 2点）
- ガーデンふ頭東地区再開発事業名古屋港イタリア村（愛知県名古屋市）
  - 民間資金による独立採算方式によって、名古屋港の元倉庫地帯を1950年代ヴェネツィア風のショッピング・モールに造り替えた。
- 世田谷ものづくり学校（東京都世田谷区）
  - 少子化に伴い廃校となった中学校を、ギャラリーや芸術系の事務所として賃貸することで、新しい観光・コミュニティーの場を作り上げた。

土地活用特別賞（審査委員長賞 4点）
- もんぜんぷら座活用事業（長野県長野市）
  - 町の中心部にあったデパートおよび大型スーパーの撤退による町の衰退を避けるために、長野市が直接交渉して建物を買い取り、短期間の間に公的施設と市民の望む店を設置。衰退を避けるだけでなく隣接地の再開発事業のきっかけを作った。
- 金山北地区開発プロジェクト（愛知県名古屋市）
  - 人が集まりやすくなるよう大型道路を移動させ、商業施設を駅に直結。年間数百のイベントと24時間管理を行うことで、活気のある安全な空間を実現させた。
- 放出下水処理場 上部利用施設整備事業（大阪府大阪市）
  - 人口が増加する地域で、住民が希望している緑地確保のために下水処理場の上部を市民に開放し、公園や150区画の市民農園を作った。
- 梅田2丁目地区のまちづくり（ハービスENT、ヒルトンプラザウェスト）（大阪府大阪市）
  - ビルの立て替えを希望している地権者たちの所有地を一つにまとめることで、大規模な区画整理、道路拡張、地上・地下広場など大都市にふさわしい街並みが形成された。

### 2006年度
国土交通大臣賞
- 四番町スクエアのまちづくり（滋賀県彦根市）
  - 空き店舗が増加する中心街に危機感を抱いた商店主たちが中心となり、滋賀県立大学や彦根市の協力を得て、土地を集約させ彦根城に近く大正時代から続く歴史と地の利を生かして大正ロマンをモチーフとした統一感のある街並みを作り上げた。

土地活用モデル優秀賞（都市みらい推進機構理事長賞 2点）
- ぱてぃお大門整備事業（長野県長野市） 
  - 市内のもんぜんぷら座で前年に土地活用特別賞を受賞したタウンマネージメント機関が、地権者との交渉だけでなく、無担保無保証の融資、建築基準法（第86条第2項 連担建築物設計制度）の認定を受けるなど、資金計画を含む事業の総合的な管理を行った。
- 門司赤煉瓦プレイス（福岡県北九州市）
  - 大手ビール工場が移転することで不用となった煉瓦造りの工場施設を、NPOが無償で譲り受け、運営費用をNPOと市が負担し、歴史的建築物および観光地として再生させた。

土地活用特別賞（審査委員長賞 5点）
- 足湯カフェ ChittoMotché（チットモッシェ）（山形県鶴岡市） 
  - 小規模な温泉街で、経営主の倒産により閉店していた保養所を、温海町（現 鶴岡市）が買い取り、足湯、喫茶店、土産物店などを店舗とする施設に作り変え、集客に成功している。
- ヴィレッジ浄瑠璃14（東京都八王子市） 
  - 都市公団と連携したNPOが管理したプロジェクトによって、14世帯が区分所有し、各世帯の個性を生かしながらも全体の調整がとれた6棟14戸のコーポラティブハウスを建設した。
- 桑名駅前再開発事業（三重県桑名市） 
  - 駅前再開発ビルが経営破綻で閉鎖されてしまったものを、地元のデベロッパーと桑名市で解体し、立地条件から商業よりも需要が見込まれる住居を中心としたビルに建て替えた。
- 堺浜（堺第2区臨海部）開発事業（大阪府堺市） 
  - 1950年代から重工業が所有しており、工場閉鎖後も15年近く放置されていた230ヘクタールの臨海埋め立て地域を、市民が水辺にアクセスできる商業ゾーンとして再開発した。
- 六町エコプチテラス事業（東京都足立区）
  - 地元住民が足立区に呼びかけ、東京都の区画整理事業用に区が確保している土地を立ち入り禁止区域として放置せず、農園やビオトープを作った。成長の早い植物を育てて緑を増やし、実った果物を販売、エコロジー情報の発信などを行う。

### 2007年度
国土交通大臣賞
- 高松丸亀町商店街A街区第一種市街地再開発事業（香川県高松市） 
  - 大型店が次々と進出する地域にあって400年の歴史を持つ商店街が「100年持つまちづくり」という長期展望を持って挑んだ再構築。商店街をAからGの7地区に分割し、各地区に合った方法で再開発事業に取り組み、その先鋒となるA地区では住居も備えたランドマーク的な中核ビルを建設した。

土地活用モデル優秀賞（都市みらい推進機構理事長賞 3点）
- からほり長屋再生プロジェクト（大阪府大阪市） 
  - 第二次世界大戦の空襲を生き延びた長屋が密集した地域で、売買・賃貸・建て替えが困難という実情の中、地元の専門家達が行政の協力を得て、空家の改造・リース・誘致などを行っている。
- 東京ミッドタウンプロジェクト（東京都港区）
  - 防衛庁の跡地を再開発し、大企業の本社、デザイン分野を中心とする専門事務所、ホテル、病院、公園、商業施設などが集中する超大型の複合空間を造りあげた。周辺施設の緑につづくよう広い緑地を配置することで、憩いの場所だけでなくヒートアイランドにも対処した。
- なんばパークス事業（大阪府大阪市）
  - 大阪球場跡地を所有する鉄道会社の再開発事業で作られた緑をテーマとする商業および娯楽の複合施設。レンタル菜園、広大な屋上庭園、段丘テラス、壁面など大規模な緑化を組み込むことで、景観美化と集客効果、それに伴う社有地の地価の向上を狙う。

土地活用特別賞（審査委員長賞 4点）
- 京橋川 水辺のオープンカフェ（広島県広島市） 
  - 川沿いで事業を営む者によるオープンカフェ（地先利用型）と、一般公募で選ばれた者による規定区域でのオープンカフェ（独立店舗型）で、集客や回遊性の効果、管理上の問題点などを検討するために、地元の市民団体と行政によって2004年より6年間の予定で行われている社会実験プロジェクト。
- 会員制貸菜園（レンタルファーム事業）の企画・開発（東京都世田谷区）   
  - 地下化された駅の上部に、店や駐輪所でなく300区画の貸菜園を設置。フロント、テラス、個人ロッカー、シャワールーム、会員制ラウンジを備えたクラブハウスがあり、研修会や料理教室を開く。
- 寺田倉庫 waterline 運河ルネッサンス水上プロジェクト（東京都品川区） 
  - 倉庫であった施設を地ビールのブルワリーとして再活用し、その増築部分として運営されている船の水上レストラン。東京都の運河ルネサンス構想による規制緩和で、建築基準法また船（船舶安全法）としても条件を満たす。
- MUSE CITY（武蔵浦和駅第8-1街区再開発事業）（埼玉県さいたま市）
  - 再開発事業を住居区分と商業区分とに分け、商業区分のうち保留床（ほりゅうしょう）[1]と呼ばれる、新規面積と権利床との差分を売却して得た処分金を、SPCを用いて証券化した。

## 審査委員（2007年度）
- 委員長
  - 黒川洸：（財）計量計画研究所理事長、東京工業大学名誉教授
- 委員
  - 岸井隆幸: 日本大学教授
  - 小栁春一郎: 獨協大学教授
  - 飯田英明:（財）日本不動産研究所常勤顧問
  - 川口有一郎: 早稲田大学教授
  - 根本祐二: 東洋大学教授
  - 山﨑誠子:（有）GAヤマザキ取締役、日本大学助教授
  - 島村美由紀:（株）ラスアソシエイツ代表取締役
  - 麦島健志: 国土交通省土地情報課長
  - 佐々木健:（財）都市みらい推進機構専務理事